# Конклав 1823 года
После смерти папы римского Пия VII, последовавшей 20 августа 1823 года, был проведён Папский Конклав, чтобы определить его преемника.

## Итоги понтификата
Пий VII был папой римским так долго, что его правление стало рассматриваться как очень продолжительный понтификат (он был избран в 1800 году). В период его понтификата Католическая церковь столкнулась с Французской Революцией и её последствиями, наиболее серьёзным нападением на её власть и законность по крайней мере со времен Реформации — некоторые могли даже говорить, что начиная и со времен Константина Великого, сделавшего Христианство государственной религией Римской империи.

## Группировки на Конклаве
В период понтификата Пия VII, кардиналы имели тенденцию разделиться в две группировки, zelanti и politicani. Группировка zelanti была более радикальной и реакционной чем politicani и они хотели, чтобы Церковь была сверхцентрализованной и стояли в неистовой оппозиции реформам секуляризации, которые были результатом Французской Революции, и получили распространение в Папской области. Группировка politicani, хотя и была антилиберальной, была гораздо более умеренной и одобряла примирительный подход к имеющим место проблемам, новой идеологии и которую создавала начинающаяся Промышленная Революция. Лидером этой фракции был Государственный секретарь Пия VII, кардинал Консальви, но zelanti хотел гораздо менее умеренного понтифика, и они пылко отстаивали эту позицию со времен смерти Пия VII.

## Особенности кардиналов-выборщиков
Продолжительность понтификата Пия VII имело существенное влияние на сорок девять кардиналов-выборщиков, которые участвовали в этом Конклаве, только Джулио Мария делла Сомалья и Фабрицио Диониджи Руффо, были кардиналами, когда Пий VII был избран в 1800 году. Таким образом, сорок семь из этих сорока девяти кардиналов-выборщиков не имели никакого практического опыта, избирают папу римского на этом Конклаве.

## Зигзаги Конклава
Множество кардиналов думали в начале Конклава о возможных преемниках Пия VII. Антонио Габриэле Североли был первым замечен как наиболее вероятный папабиль, но вето австрийского императора Франца I исключило его, когда он думал, что имеет реальный шанс быть избранным. Франческо Саверио Кастильони тогда занял место наиболее вероятного кандидата, но через некоторое время стало известно, что он был весьма близко к Консальви: таким образом, его имя было быстро вычеркнуто. Опытный кардинал делла Сомалья тогда стал возможным кандидатом, но для некоторых простой факт того, что он подписывал свои письма «Гражданин Сомалья» в период наполеоновской оккупации Папской области, исключил его. Был тогда только один возможный победитель — генеральный викарий Рима кардинал Аннибале делла Дженга, появившийся из-за предложения фракции zelanti. Пока его высокий, аскетический взгляд и реакционная репутация не были привлекательными для politicani, но факт, того что он был по-видимому на пороге смерти, казался привлекательным для тех кардиналов, которые к настоящему времени отчаянно нуждались в решении Конклава. В результате, делла Дженга был избран 28 сентября и взял папское имя Лев XII.
Лев XII был коронован тиарой, как папа римский 5 октября 1823 года.

## Статистика Конклава 1823 года
| Продолжительность | 26 дней                    |
| Выборщики         | 53                         |
| ----------------- | -------------------------- |
| Присутствовало    | 49                         |
| Отсутствовало     | 4                          |
| Используемое вето | император Австрии Франц II |
| СКОНЧАВШИЙСЯ ПАПА | ПИЙ VII (1800—1823)        |
| НОВЫЙ ПАПА        | ЛЕВ XII (1823—1829)        |